# Bulbophyllum urceolatum
Bulbophyllum urceolatum é uma espécie de orquídea (família Orchidaceae) pertencente ao gênero Bulbophyllum. Foi descrita por Alex Drum Hawkes em 1952.